# Фер-Гейвен (Нью-Джерсі)
Фер-Гейвен (англ. Fair Haven) — місто (англ. borough) в США, в окрузі Монмаут штату Нью-Джерсі. Населення — 6269 осіб (2020).

## Географія
Фер-Гейвен розташований за координатами 40°21′43″ пн. ш. 74°2′20″ зх. д. / 40.36194° пн. ш. 74.03889° зх. д. (40.361940, -74.038775).  За даними Бюро перепису населення США в 2010 році місто мало площу 5,47 км², з яких 4,14 км² — суходіл та 1,33 км² — водойми.

## Демографія
Згідно з переписом 2010 року, у селищі мешкала 6121 особа в 1970 домогосподарствах у складі 1658 родин. Було 2065 помешкань
Расовий склад населення:
| - 94,6 % — білих - 2,5 % — чорних або афроамериканців - 1,1 % — азіатів - 0,1 % — вихідців з тихоокеанських островів - 0,1 % — корінних американців |

До двох чи більше рас належало 1,2 %. Частка іспаномовних становила 2,7 % від усіх жителів.
За віковим діапазоном населення розподілялося таким чином: 34,4 % — особи молодші 18 років, 56,0 % — особи у віці 18—64 років, 9,6 % — особи у віці 65 років та старші. Медіана віку мешканця становила 39,3 року. На 100 осіб жіночої статі у селищі припадало 96,7 чоловіків;  на 100 жінок у віці від 18 років та старших — 91,7 чоловіків також старших 18 років.
Середній дохід на одне домашнє господарство  становив 181 701 долар США (медіана — 157 344), а середній дохід на одну сім'ю — 197 018 доларів (медіана — 167 065). За межею бідності перебувало 0,9 % осіб, у тому числі 0,6 % дітей у віці до 18 років та 3,9 % осіб у віці 65 років та старших.
Цивільне працевлаштоване населення становило 2887 осіб. Основні галузі зайнятості: освіта, охорона здоров'я та соціальна допомога — 23,7 %, науковці, спеціалісти, менеджери — 17,4 %, фінанси, страхування та нерухомість — 16,4 %.